# La Revanche des Crevettes pailletées
Série
Les Crevettes pailletées
(2019)
Pour plus de détails, voir Fiche technique et Distribution.
La Revanche des Crevettes pailletées est un film français réalisé par Cédric Le Gallo et Maxime Govare et sorti en 2022. Il fait suite au film Les Crevettes pailletées, des mêmes réalisateurs, sorti en 2019.
Il est présenté en avant-première et en compétition officielle au festival international du film de comédie de l'Alpe d'Huez 2022.

## Synopsis
Après les Gay Games de Croatie, l'équipe de water-polo des « Crevettes Pailletées » doit se rendre à Tokyo pour la nouvelle édition de la compétition. Après avoir raté leur correspondance pour le Japon, ils sont contraints de passer par la Russie, dans une région très homophobe.

## Fiche technique
Sauf indication contraire, les informations mentionnées dans cette section peuvent être confirmées par les bases de données cinématographiques IMDb et Allociné,  présentes dans la section « Liens externes ».
- Titre original : La Revanche des Crevettes pailletées
- Réalisation et scénario : Cédric Le Gallo et Maxime Govare
- Musique : Thomas Couzinier, Frédéric Kooshmanian et Yuksek
- Direction artistique : Clara Malapa (France) et Anastasiia Bezsonova (Ukraine)
- Décors : ?
- Costumes : Catherine Rigault et Pauline Jacquard
- Photographie : Jérôme Alméras
- Son : David Rit
- Montage : Samuel Danési
- Direction de postproduction : Rodolphe Duprez
- Production : Renaud Chélélékian et Édouard Duprey
- Sociétés de production : Les Improductibles et Kaly Productions
- Sociétés de distribution : Universal Pictures (France)
- Budget : 6,2 millions d'€[2]
- Pays de production :  France
- Langue originale : français
- Format : couleur — 2.35 : 1
- Genre : comédie
- Durée : 1h53
- Date de sortie[3] :
  - France : janvier 2022 (festival de l'Alpe d'Huez - compétition officielle) — 13 avril 2022 (en salles)

## Distribution
Sauf indication contraire, les informations mentionnées dans cette section peuvent être confirmées par la base de données cinématographiques IMDb,  présente dans la section « Liens externes ».
- Nicolas Gob : Matthias Le Goff
- Michaël Abiteboul : Cédric
- Bilal El Atreby : Selim
- David Baiot : Alex
- Romain Lancry : Damien
- Roland Menou : Joël
- Geoffrey Couët : Xavier
- Romain Brau : Fred
- Félix Martinez : Vincent
- Benoît Maréchal : Bram
- Alban Lenoir : Jean
- Pierre Samuel : Bertrand
- Yuliya Abiss : Rose

## Production

### Genèse
Après le bon succès du film Les Crevettes pailletées, une suite est évoquée. Elle est confirmée en septembre 2020.

### Tournage
Le tournage a lieu en Ukraine (pour les scènes se déroulant en Russie) ainsi qu'en France (notamment au centre nautique de Schiltigheim).

## Accueil

### Critique
Le site Allociné donne une moyenne de 3,3/5 pour un ensemble de 16 critiques et 3,5/ 5 pour les spectateurs basé sur 282 critiques.
La critique reste positive pour cette suite. Pour Caroline Vié de 20 Minutes, « La Revanche des Crevettes pailletées aborde des sujets graves, voire d'actualité, mais se révèle in fine aussi drôle que le premier volet ». Bien que le film aborde des sujets graves, Catherine Painset de La Voix du Nord retient que c'est « avant tout une comédie généreuse, rythmée, joyeuse ».
Matthias Mertz, pour le site Ecran Large, formule sa critique en ces mots : « Résolument plus grave et moins drôle que le premier opus, La Revanche des Crevettes Pailletées peut toujours s'appuyer sur un casting solaire pour servir une large palette d'émotions et de séquences. Dommage que son écriture ne soit pas à la hauteur de son ambition. ».
Xavier Leherpeur pour L'Obs parle « d'un rythme inégal » et d'un « humour au ras du string et au second degré ultra-gay n’aura pas la même saveur ni la même valeur selon qu’on est homo, « friendly » ou nullement concerné ».
Pour François Léger (Première), « même dans ses scènes les plus délirantes, La Revanche des Crevettes pailletées est toujours porté par une envie de mise en scène, de sens du cadre, de narration… Bref : de cinéma. Pas donné à tout le monde dans le paysage actuel de la comédie française grand public. ».

### Box-office
Le jour de sa sortie, le film est en seconde position des nouveautés derrière Les secrets de Dumbledore (317 026). Le film réalise 19 585 entrées, dont 9 564 en avant-première.
Au bout d'une semaine d'exploitation en France, le film réalise 69 481 entrées atteignant la 7e place devant The Batman (56 775) et derrière Morbius (93 519).
| Pays ou région | Box-office        | Date d'arrêt du box-office | Nombre de semaines |
| -------------- | ----------------- | -------------------------- | ------------------ |
| France         | 140 523 entrées   | 25 mai 2022                | 6                  |
| Total mondial  | +001 028 788, USD | -                          | -                  |